# Бушовці
Бушовце (словац. Bušovce) — село в Словаччині, Кежмарському окрузі Пряшівського краю.
Вперше згадується у 1345 році.
В селі є римо-католицький костел св. Вавринця з 13 ст.

## Географія
Розташоване в північно-східній частині Словаччини в Попрадській угловині на річці Попрад.
Протікає річка Войнянка.

## Населення
| Рік:            | 1994. | 2004.   | 2014.   | 2024.   |
| --------------- | ----- | ------- | ------- | ------- |
| Кількість осіб: | 319   | 317     | 308     | 292     |
| Різниця:        |       | -0,62 % | -2,83 % | -5,19 % |

| Рік:            | 2023. | 2024.   |
| --------------- | ----- | ------- |
| Кількість осіб: | 296   | 292     |
| Різниця:        |       | -1,35 % |

В селі проживає 302 осіб.
Національний склад населення (за даними останнього перепису населення — 2001 року):
- словаки — 99,37 %
- німці — 0,32 %

Склад населення за приналежністю до релігії станом на 2001 рік:
- римо-католики — 94,60 %,
- протестанти — 1,90 %,
- греко-католики — 1,27 %,
- православні — 0,32 %,
- не вважають себе віруючими або не належать до жодної вищезгаданої церкви — 1,58 %